# 馬三郎
馬三郎（うまさぶろう）は、デイリースポーツ編集・神戸新聞社発行の中央競馬専門新聞。正式には「デイリースポーツ特別版」のクレジットが入る。1999年（平成11年）3月創刊。
2007年8月6日には、株式会社ネットドリーマーズと業務提携を行って、Web版馬三郎（正式名称「競馬新聞 デイリー馬三郎」）をスタートさせている。
2012年9月に題字をリニューアルし、表記を「馬サブロー」に改めている（ただしWeb版は従来通り「馬三郎」のまま）。

## 概要
日本の中央競馬における電話投票（現在は窓口発売も）が最大36レース/日（1場最大12レース。1回の開催で最大3場まで）行われるようになったが、主要な競馬専門新聞やスポーツ紙においては、それぞれ関東主場・関西主場・第3場と分けて新聞を発行し、メインに掲載する競馬場以外ではメインレースないしは特別レースを馬柱を使って大きく扱う程度で、他のレースは小さめのスペース（出走馬の一覧や簡単な前走成績など）で掲載していたのが恒例であった。
この馬三郎は詳細な馬柱を最大全国3場・36レース分すべてを掲載することで、電話投票ファンのニーズに応えようと創刊。一時期は関西地区でも発売されていたが、関西地区では専門紙は「競馬ブック」が圧倒的に支持されている上、デイリースポーツ本紙とも競合してしまう（デイリー・馬三郎相互に紙面を担当する記者もいる）ためにあまり売れず、現在は首都圏のみでの発行となり、発行者が神戸新聞社に移行後も関西での復刊はされていない。
その代わり、Web版である「競馬新聞 デイリー馬三郎」を創刊し、紙媒体の発行がない地域を含む全国に、紙媒体に載っている全情報を提供している。また、携帯電話のサイトを使った公式サイト「デイリー馬三郎」でも情報提供がなされているほか、2018年5月より、紙面を契約コンビニエンスストア（セブン-イレブン、ファミリーマート、ローソン＜ローソンストア100など取り扱いなしの店あり＞）のマルチコピーを利用した「eプリントサービス」を使用し、全国の全レース（最大36競走/日＋日曜日GⅠ開催週はそれを含む）、ないしは地域を特定した全レース（各会場12レース/日＋日曜GⅠ）、メインレース（全国3レース/日）、日曜版GⅠパックなど（いずれの場合も、GⅡ以下の前日発売は未収録）を選んで、モノクロA3判（収録ページ数は販売する内容による）でプリントアウトして購入できるようになった。発売開始目安はレース開催前日14時（JST）からである。 

なお、馬サブローは競馬専門紙の業界団体である日本競馬新聞協会に加盟していないため、競馬場・ウインズでは通常の競馬新聞やスポーツ新聞を取り扱う新聞スタンドでは当初販売することが出来ないという制約があった。そのため競合のサンケイスポーツ特別版『競馬エイト』と同様に専用売店を設置して販売しなくてはいけなかったが、2013年（平成25年）3月にダービーニュースが休刊した際、同紙から関係者が移籍したことにより事実上の後継と認識されたことなどから、2014年（平成26年）より他の競馬専門紙と同様に販売されるようになった。なお、競馬エイトは2022年（令和4年）現在も専用売店を設けての販売となっている。

## 「競馬新聞 デイリー馬三郎」（Web版馬三郎）
競馬ポータルサイトnetkeiba.comを運営するネットドリーマーズとデイリースポーツが業務提携を行って、2007年8月6日にリリースしたインターネット競馬サービスが「競馬新聞デイリー馬三郎」である。（ただし2007年8月中は無料提供。2007年9月から有料サービス開始）
「競馬新聞 デイリー馬三郎」は、インターネットで馬券を購入するIPATユーザー全国約300万人をメインターゲットに、紙媒体「馬三郎」の最新情報を、紙媒体がコンビニエンスストアの店に並ぶ時間に先駆けて、インターネットで配信するサービスである。既存の紙媒体の競馬新聞の情報を、完全に網羅してインターネット配信するサービスは国内史上初であり、紙媒体に影響を与える可能性を勘案すると、新聞社にとってはかなり野心的な取り組みと考えられる。
また「競馬新聞デイリー馬三郎」は、競馬新聞の情報だけでなく、インターネット特有の機能と連動している。週末は1日全36レースのオッズやレース結果をリアルタイムで配信し、レース映像（過去2年間のJRA全7,000レース）やデータベースも提供している。IPATと連動した馬券購入機能も備えており、購入後の収支管理まで行える総合型のサービスである。

## 主な人物
- 石堂道生 - 東日本主場2･3歳戦本紙予想担当。
- 石渡重伸 - 東日本主場障害戦、第三場本紙予想担当。
- 加藤剛史 - 東日本主場古馬戦本紙予想担当。ラジオNIKKEI『中央競馬実況中継』（第1放送・土曜午前パドック解説）、BSNラジオ『BSNラジオ競馬中継』（新潟主場開催時メイン解説）に出演。
- 鶴谷義雄 - 元デイリースポーツ東日本主場本紙予想担当。退任後はデイリー馬三郎予想家、ラジオNIKKEI（第1放送・土曜午前パドック解説）を歴任、競馬サイトの監修者なども担当。
- 長谷川仁志 - 2014年ダービーニュースから移籍（元本紙予想）。RFラジオ日本『日曜競馬実況中継』（1部前後半通しメイン解説）に出演。
- 浜口和也 - 西日本主場古馬戦本紙予想担当。ラジオ関西『GOGO競馬サタデー!』午後実況席解説、ラジオNIKKEI（第2放送・日曜パドック解説）に出演。
- 森田真司 - 西日本主場障害戦本紙予想担当。『GOGO競馬サタデー!』午前スタジオ解説レギュラー。
- 弥永明郎 - 2008年ホースニュース・馬廃刊と同時に移籍。ラジオ日本（日曜パドック解説）、関東独立テレビ局『中央競馬ワイド中継』（土曜パドック解説・不定期）を歴任。
- 吉田順一 - 西日本主場2･3歳戦本紙予想担当。『GOGO競馬サタデー!』午後後半実況席解説レギュラー、ラジオNIKKEI（第2放送・日曜パドック解説）担当。

## 備考
デイリースポーツは「馬三郎」創刊の前年（1998年）にも、アクセラの発行する競馬新聞「ぐりぐり◎（にじゅうまる）」に対し編集協力を行っていた。同紙は「馬三郎」同様に1紙で最大36レースの馬柱を掲載するスタイルを取っており、実質的に「馬三郎」の前身とも呼べる存在だったが、馬柱の掲載ミス（枠順確定前の想定段階の馬柱を「確定版」として発行してしまう）を起こしたため、創刊後わずか3週間で廃刊に追い込まれている。